# Vordere Brandjochspitze
Vordere Brandjochspitze är en bergstopp i Österrike.   Den ligger i distriktet Innsbruck Stadt och förbundslandet Tyrolen, i den västra delen av landet, 400 km väster om huvudstaden Wien. Toppen på Vordere Brandjochspitze är 2 559 meter över havet, eller 57 meter över den omgivande terrängen. Bredden vid basen är 0,27 km.
Terrängen runt Vordere Brandjochspitze är bergig norrut, men söderut är den kuperad. Runt Vordere Brandjochspitze är det ganska tätbefolkat, med 185 invånare per kvadratkilometer.. Närmaste större samhälle är Innsbruck, 6,0 km sydost om Vordere Brandjochspitze. 
I omgivningarna runt Vordere Brandjochspitze växer i huvudsak blandskog.